# Tilques
Tilques és un municipi francès situat al departament del Pas de Calais i a la regió dels Alts de França. L'any 2007 tenia 1.052 habitants.

## Demografia

### Població
El 2007 la població de fet de Tilques era de 1.052 persones. Hi havia 393 famílies de les quals 78 eren unipersonals (39 homes vivint sols i 39 dones vivint soles), 117 parelles sense fills, 171 parelles amb fills i 27 famílies monoparentals amb fills.
La població ha evolucionat segons el següent gràfic:
Habitants censats

### Habitatges
El 2007 hi havia 474 habitatges, 401 eren l'habitatge principal de la família, 53 eren segones residències i 19 estaven desocupats. 460 eren cases i 14 eren apartaments. Dels 401 habitatges principals, 321 estaven ocupats pels seus propietaris, 73 estaven llogats i ocupats pels llogaters i 7 estaven cedits a títol gratuït; 2 tenien una cambra, 19 en tenien dues, 39 en tenien tres, 73 en tenien quatre i 268 en tenien cinc o més. 352 habitatges disposaven pel capbaix d'una plaça de pàrquing. A 170 habitatges hi havia un automòbil i a 202 n'hi havia dos o més.

### Piràmide de població
La piràmide de població per edats i sexe el 2009 era:
| Homes | Edats   | Dones |
| ----- | ------- | ----- |
| 1     | 95 o +  | 1     |
| 0     | 90 a 94 | 4     |
| 3     | 85 a 89 | 9     |
| 4     | 80 a 84 | 7     |
| 10    | 75 a 79 | 13    |
| 18    | 70 a 74 | 16    |
| 21    | 65 a 69 | 29    |
| 19    | 60 a 64 | 18    |
| 21    | 55 a 59 | 11    |
| 33    | 50 a 54 | 30    |
| 35    | 45 a 49 | 38    |
| 37    | 40 a 44 | 35    |
| 33    | 35 a 39 | 31    |
| 38    | 30 a 34 | 36    |
| 28    | 25 a 29 | 28    |
| 15    | 20 a 24 | 25    |
| 37    | 15 a 19 | 32    |
| 39    | 10 a 14 | 46    |
| 25    | 5 a 9   | 40    |
| 15    | 0 a 4   | 32    |

## Economia
El 2007 la població en edat de treballar era de 712 persones, 514 eren actives i 198 eren inactives. De les 514 persones actives 457 estaven ocupades (244 homes i 213 dones) i 57 estaven aturades (20 homes i 37 dones). De les 198 persones inactives 80 estaven jubilades, 61 estaven estudiant i 57 estaven classificades com a «altres inactius».

### Ingressos
El 2009 a Tilques hi havia 415 unitats fiscals que integraven 1.126,5 persones, la mediana anual d'ingressos fiscals per persona era de 17.874 €.

### Activitats econòmiques
Dels 36 establiments que hi havia el 2007, 1 era d'una empresa alimentària, 2 d'empreses de fabricació d'altres productes industrials, 3 d'empreses de construcció, 11 d'empreses de comerç i reparació d'automòbils, 1 d'una empresa de transport, 5 d'empreses d'hostatgeria i restauració, 3 d'empreses immobiliàries, 5 d'empreses de serveis, 1 d'una entitat de l'administració pública i 4 d'empreses classificades com a «altres activitats de serveis».
Dels 11 establiments de servei als particulars que hi havia el 2009, 4 eren tallers de reparació d'automòbils i de material agrícola, 1 fusteria, 1 lampisteria, 3 perruqueries i 2 restaurants.
Dels 5 establiments comercials que hi havia el 2009, 1 era una botiga de més de 120 m², 1 una botiga de menys de 120 m², 1 una fleca, 1 una sabateria i 1 una joieria.
L'any 2000 a Tilques hi havia 29 explotacions agrícoles que ocupaven un total de 805 hectàrees.

## Equipaments sanitaris i escolars
El 2009 hi havia una escola elemental.

## Poblacions més properes
El següent diagrama mostra les poblacions més properes.